# Ярмерштедт (дворянский род)
Ярмерштедт  (нем. Jarmerstedt, Jarmersted) — дворянский род остзейского происхождения.

## Происхождение и история рода
Ярмерштедты были внесены в матрикул Лифляндского рыцарства в 1747 г., им принадлежали поместья в Венденском уезде Рижской губернии, некоторые из них отметились на гражданской службе.

## Описание герба

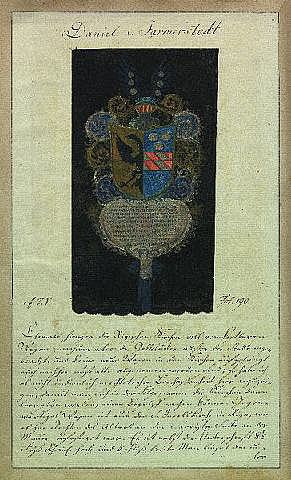
Герб Ярмерштедт. Иллюстрация из «Sammlung verschiedner Liefländischer Monumente ...» (Коллекция различных памятников Лифляндии...) И.К. Бротце

Щит рассечен. В правом золотом поле выходящий слава черный орел. В левом голубом поле серебряно-красный пояс, диагонально-шахматный справа (4х2), сопровождамый вверху тремя серебряными ракушками-гребешками (2+1). Щит увенчан дворянским шлемом с бурелетом: золото-красное-серебро-голубое-золото. Нашлемник — два чёрных орлиных крыла, обремененных каждое вдоль тремя серебряными ракушками- гребешками. Намет двухъярусный: черный с золотом и голубой с серебром.

## Известные представители
- Ярмерштедт, Густав Карлович (1792—1874) — генерал-лейтенант, начальник инженеров отдельного Кавказского корпуса.
- Ярмерштедт, Владимир Александрович (1834—1899) — участник обороны Севастополя, генерал-лейтенант[2][3].
- Ярмерштет, Фёдор Фёдорович (Конрад Фридрих; 1758—1825) — полковник (с 16.05.1803 генерал-майор), в 1800—1803 гг. командир Казанского кирасирского полка, в 1803 г. — шеф Переяславского драгунского полка.